# Черпіцький Олег Зенович
Оле́г Зено́вич Черпі́цький (нар. 3 травня 1964, с. Тригір'я Житомирського району Житомирської області) — ВР України, безпартійний, позафракційний, з листопада 2007 по вересень 2010 рр. — член фракції «Блок Юлії Тимошенко», член Комітету з питань аграрної політики та земельних відносин (з грудня 2007), «тушка». Освіта — вища.
Народний депутат України 6-го скликання з листопада 2007 від Блоку Юлії Тимошенко, № 133 в списку. На час виборів: тимчасово не працював, член ВО «Батьківщина».

## Діяльність
Закінчив Житомирський державний технологічний університет (2004), спеціальність «Економіка підприємства».
- 1983–1989 — служба в Збройних Силах.
- 1991–1992 — механік комерційного центру «Укрінвест», м. Житомир.
- 1992–2000 — керівник приватних комерційних структур, м. Житомир.
- 2000–2003 — радник голови, заступник голови, голова Агентства з питань банкрутства в Житомирської області.
- 2003 — директор КП «Нерудпром Полісся».
- 2003–2007 — перший заступник генерального директора Житомирського лікеро-горілчаного заводу.
- Лютий 2010 — квітень 2011 — заступник міністра оборони України.

Голова постійної комісії з питань бюджету і комунальної власності Житомирської облради (2006–2007).
Був членом партії ВО «Батьківщина» (з 2003).
10 серпня 2012 року у другому читанні проголосував за Закон України «Про засади державної мовної політики», який суперечить Конституції України, не має фінансово-економічного обґрунтування і спрямований на знищення української мови. Закон було прийнято із порушеннями регламенту. Після цього депутат став об'єктом уваги активістів кампанії «Помста за розкол країни», які перед виборами до Верховної Ради 2012 року двічі здійснювали поширення листівок з інформацією про нього, як про ймовірного кандидата по мажоритарному округу № 67.